# Палач (телесериал)
«Пала́ч» — российский десятисерийный детективный телесериал Вячеслава Никифорова, снятый в 2014 году на основе истории разоблачения Антонины Макаровой — палача Локотской республики, которая во время Великой Отечественной войны, будучи на службе у немецких оккупационных властей, расстреляла более 1500 человек.
Картина является вольным продолжением сериала «Мосгаз» и вторым по счёту в серии детективных телесериалов о следователе Черкасове. Следующий — третий — фильм серии — «Паук».
Сериал был снят весной 2014 года, съёмки в основном проходили в Ярославле, причём к работе активно привлекались местные жители и жители близлежащих городов — Рыбинска, Ростова, Мышкина, Углича. Сцены немецкой оккупации снимались в посёлке Старожилово Рязанской области, на местном конезаводе.

## Сюжет
В 1965 году, во время празднования Дня Победы, на окраине Москвы жестоко убит семнадцатилетний выпускник школы Петя Яковлев — убийца простреливает ему оба глаза. Подозрение падает на друга убитого, Лёньку Пономарёва, с которым они спорили за внимание Вики Лопатиной. Опытного оперативника МУРа Ивана Черкасова настораживает особая жестокость преступления и серия убийств, последовавших за ним. Кроме того, он узнаёт, что Петя готовил сюрприз для своей тёти Раисы Ивановны, бывшей партизанки, уважаемой фронтовички, написав о ней к празднику в газете «Комсомольская правда» статью «Они сражались за Родину». Для этого он готовил материалы о её героическом прошлом, искал её бывших сослуживцев — ветеранов войны, снимал их на кинокамеру, из чего Черкасов делает вывод, что следы преступления нужно искать в военном прошлом. А военные преступления не имеют срока давности…
Простреленные глаза жертв заставляют Черкасова вспомнить дело «Тоньки-пулемётчицы», Антонины Малышкиной — советской девушки, которая во время Великой Отечественной войны, в свои неполные двадцать лет, работала на оккупированной территории у немцев палачом и по приказу оккупационных властей проводила массовые расстрелы из пулемёта пленных партизан и мирных жителей. Её лица никто не видел, потому что во время своих жестоких расправ она всегда надевала детскую карнавальную маску. После казней «Тонька» добивала своих жертв, простреливая им глаза из пистолета, боясь, что в глазах убитых останется её лицо. Увидеть её настоящее лицо было равнозначно смерти. Приговоры жертвам она приводила в исполнение в состоянии опьянения, после чего допивала начатую бутылку самогона. Наутро после своих зверств появлялась уже без садистской маски и спокойно жила среди мирных жителей, поэтому свидетелей её преступлений практически не было.
В процессе запутанного и сложного расследования зверских преступлений таинственного убийцы следователям МУРа придётся нелегко. В их распоряжении — лишь косвенные улики и показания немногочисленных выживших свидетелей.
Основной сюжет фильма периодически прерывается интерлюдиями, показывающими, как тётя Пети, Раиса, во время войны попала в окружение к немцам — как раз туда, где вершила свои казни «Тонька-пулемётчица».

## В ролях
- Виктория Толстоганова — псевдо — Раиса Сафонова (по мужу — Яковлева), ветеран, советская партизанка-разведчица в годы ВОВ / Антонина Малышкина (прототип — Антонина Макарова-Гинзбург, военная преступница по прозвищу «Тонька-пулемётчица»)
- Юлия Пересильд — псевдо — Нина Кривовяз, жена Егора Кривовяза / настоящая Раиса Сафонова — советская партизанка-разведчица в годы ВОВ, ветеран
- Андрей Смоляков — Иван Черкасов, начальник убойного отдела МУРа, майор милиции
- Марина Александрова — Софья Тимофеева, эксперт-криминалист МУРа, лейтенант
- Алексей Бардуков — Алексей Гаркуша, оперуполномоченный убойного отдела МУРа, старший лейтенант
- Юрий Тарасов — Никита Пожидаев, следователь МУРа, майор милиции
- Вадим Андреев — Фёдор Саблин, начальник МУРа, полковник милиции
- Луиза Мосендз — Зинаида Кац, судмедэсперт МУРа
- Василий Слюсаренко — Степан Зинчук, старший следователь РОВД, майор милиции
- Виталий Кищенко — Егор Кривовяз, «вертухай»
- Елена Антипова — Ксения, соседка Кривовяза
- Анатолий Журавлёв — Сергей Яковлев, муж Раисы, военрук в школе (протитип — Виктор Гинзбург)
- Алёна Константинова — Светлана Яковлева, дочь Сергея и Раисы
- Станислав Беляев — Николай Аверин, муж Светланы, дипломат
- Людмила Полякова — Наталья Яковлева, свекровь Раисы, мать Сергея
- Владимир Юматов — Григорий Чудовский, журналист, главный редактор газеты «Советская трибуна»
- Мария Андреева — Оксана Демидова, журналистка, корреспондент газеты «Советская трибуна»
- Филипп Гуревич — Василий Иванцов, стажёр оперуполномоченного убойного отдела МУРа, младший лейтенант милиции
- Даниэла Стоянович — Маргарита Карпухина, жена Черкасова
- Денис Бургазлиев — Олег Карпухин, бывший муж Маргариты и отец Славика
- Александр Дробитько — Слава Карпухин
- Вероника Вернадская — Вика Лопатина
- Елена Семёнова-Хмурова — мать Вики Лопатиной
- Вероника Лысакова — Лариса Муравьёва, подруга Вики
- Светлана Ходченкова — Ирина Лаврова, экс-заключённая, бывшая артистка балета, бывшая подруга Влада Вихрова («Мосгаза»)
- Юрий Чурсин — Станислав Шелест, художник
- Роман Стабуров — Любомир Шатунов, заведующий клубом
- Алефтина Евдокимова — Кира Ильинична, мать первой жены Черкасова
- Анвар Халилулаев — Пётр Яковлев, племянник Сергея
- Иван Суханов — Лёня Пономарёв
- Александр Наумов — Виктор Пономарёв, начальник РОВД, капитан милиции
- Ёла Санько — Полина, бывшая заключённая
- Анатолий Просалов — Даниил Лебедев, первая любовь Раисы
- Татьяна Жукова-Киртбая — мать Даниила
- Виталий Зикора — Матвей Лошкарь («Барсук»), командир партизанского отряда в годы ВОВ, сослуживец Раисы Сафоновой
- Анастасия Дубровская — Аля, дочь Лошкаря
- Александр Макогон — адвокат Игорь
- Алексей Дмитриев — Тимофей, лагерный санитар
- Руслан Ягудин — Фёдор (прототип — Николай Федчук)
- Алексей Литвиненко — сын Фёдора
- Борис Полунин — капитан, тюремный исполнитель смертного приговора Антонине
- Василий Сахновский — Леонид Брежнев, Первый секретарь ЦК КПСС (озвучивание — Сергей Шакуров)
- Денис Варёнов — секретарь Брежнева
- Анатолий Калмыков — Григорий Дыбенко, полицай в годы ВОВ
- Игорь Филиппов — Александр Юдин, заместитель начальника Второго главного управления КГБ СССР, генерал-майор
- Алексей Ярмилко — мужчина-свидетель с собакой
- Юрий Нифонтов — Захар Сухоножко (Федоткин), лагерный врач
- Константин Тополага — Евгений, капитан милиции в Красноярске, приятель Черкасова
- Игорь Волков — Анатолий Затевахин, секретарь парткома леспромхоза в Красноярске
- Анастасия Фурса — Настя, сотрудница архива
- Михаил Левченко — Иван Петров, председатель колхоза
- Сергей Холмогоров — охранник в лагере, приятель Кривовяза
- Людмила Соловьёва — мать Гаркуши
- Вера Смолина — Маша
- Иван Волков — Кирилл Протасов, следователь следственного отдела Второго главного управления КГБ СССР, майор
- Юлия Куварзина — Елизавета Викторовна, соседка Яковлевых
- Галина Стаханова — тётка Антонины
- Татьяна Пискарёва — соседка бабушки Раисы
- Анастасия Шалонько — Валя, подруга Славика
- Денис Курочка — Алик Фатьянов, фотограф-криминалист
- Николай Кудымов — животновод
- Татьяна Исаева — почтальон
- Владимир Майзингер — директор школы
- Альфред Радке — немецкий офицер
- Андреас Хельги Шмид — немецкий офицер, который вручил Антонине пистолет
- Феликс Шультесс — немецкий офицер, который был любовником Раисы
- Маттиас Винтцер — немецкий офицер, с которым танцует Раиса

## Награды
- В 2016 году сериал получил 3 премии «Золотой орёл» в номинациях «Лучший телефильм или мини-сериал (до 10 серий)», «Лучшая мужская роль на телевидении» (Андрей Смоляков) и «Лучшая женская роль на телевидении» (Виктория Толстоганова).